# きかんしゃトーマス キング・オブ・ザ・レイルウェイ トーマスと失われた王冠
『きかんしゃトーマス キング・オブ・ザ・レイルウェイ トーマスと失われた王冠』（きかんしゃトーマス キング・オブ・ザ・レイルウェイ トーマスとうしなわれたおうかん、原題：King of the Railway）は、テレビシリーズ『きかんしゃトーマス』の長編映画シリーズ8作目の作品である。

## 概要
「きかんしゃトーマス」のフル3DCG製作による長編としては5作目にあたる。マテルによる「きかんしゃトーマス」の権利及びヒット・エンターテインメント買収後初の長編作品であり、スタッフやCG制作会社が前長編作から刷新されている。
主題歌は「It's Gonna be a Great Day」。挿入歌は「Working Together Again」（さあ はたらこう）、「Searching Everywhere」（さがそう あちこち）。いずれも歌はサム・ブリューイットが務めた。
本作以降、長編作の脚本はテレビシリーズでシリーズ構成を担当するアンドリュー・ブレナーが務める。

## 日本での公開
日本では2014年5月17日よりTOHOシネマズ系にて劇場公開された。
お笑いコンビ・オリエンタルラジオがゲスト声優として参加し、中田敦彦がスティーブン、藤森慎吾がノランビー伯爵を演じた。
本作以降、挿入歌パートでは歌詞スーパーが画面下に表示されるようになった。
DVDは同年10月15日に発売され、TSUTAYA限定で映像プリペイドカードとしても販売された。

## あらすじ
中世のソドー島はゴッドレッド王という王様が支配していた。大勢の騎士を率いて侵略者を撃退した英雄である彼は金の王冠を持っていたが、ある時その王冠が盗まれ行方不明となる。
王冠が見つからないまま月日は流れ、ゴッドレッド王の居城だったウルフステッド城はソドー伯爵家の領地となった。そのふもとには鉄道が敷かれ、現在は騎士の代わりに機関車が走っている。そんな折、伯爵家の末裔であるロバート・ノランビーが久しぶりにソドー島へ帰って来る。彼の目的はウルフステッド城を再建して島の観光名所にすることだった。
機関車のトーマス、パーシー、ジェームスの三台が城の再建作業に参加し、新たにスティーブン、コナー、ケイトリンといった個性的な仲間たちも島にやって来る。ところが仕事が見つからず疎外感を感じていたスティーブンが突然行方不明になり、トーマスたちはスティーブンを探すことになる。

## 地名
ウルフステッド城（Ulfstead Castle）
ソドー島の中央部付近にあり、中世に王様が所有していた城。その後ソドー伯爵家の屋敷となり、現在はノランビー伯爵が所有している。なお、原作者オードリー牧師の考案した設定の中にもソドー伯爵家の屋敷ウルフステッド城に関する記述が存在する。
ヴィカーズタウン橋（Vicarstown Bridge）
ソドー島の東端に存在する可動橋。ソドー島とメインランドとの間の海峡に架かっており、メインランドから訪れる機関車が利用する。
ウルフステッド城同様、牧師の考案した設定の中にソドー島〜メインランド間の可動橋に関する記述が存在する。
ウルフステッド鉱山（Ulfstead Mine）
ウルフステッド城下の坂道を下った先にある古い鉱山。現在は閉鎖され入口は危険防止のため板で塞がれている。

## 新キャラクター
ノランビー伯爵
ソドー伯爵家の当主。
長く世界旅行をしており、今回久しぶりにソドー島へ帰還する。陽気な性格でサプライズを好む。

スティーブン
最初期の古いテンダー式蒸気機関車。ノランビー伯爵とともにソドー島に訪れ、整備してもらう。
ロバート・スチーブンソンが設計したロケット号がモデル。物知りでユーモアに溢れた性格。
ミリー
狭軌の青い蒸気機関車。
ノランビー伯爵のプライベート機。
コナー
青い流線型のテンダー式蒸気機関車。大の競走好き。
メインランドとソドー島のウルフステッド城を結ぶ特急列車の運行に任命された。
ケイトリン
赤い流線型のテンダー式蒸気機関車。コナーとともに特急列車を担当する。
ゴッドレッド王
中世の黄金期にソドー島を支配していた偉大な王様。ウルフステッド城に暮らしていた。
金の王冠を持っていたと伝わる。

## キャスト
| 役名                 | 英国版声優             | 北米版声優             | 日本語吹き替え   |
| -------------------- | ---------------------- | ---------------------- | ---------------- |
| ナレーター           | マーク・モラハン       | マーク・モラハン       | ジョン・カビラ   |
| トーマス             | ベン・スモール         | マーティン・シャーマン | 比嘉久美子       |
| ディーゼル           | ケリー・シェイル       | マーティン・シャーマン | ケン・サンダース |
| パーシー             | キース・ウィッカム     | マーティン・シャーマン | 神代知衣         |
| ゴードン             | キース・ウィッカム     | ケリー・シェイル       | 三宅健太         |
| ヘンリー             | キース・ウィッカム     | ケリー・シェイル       | 金丸淳一         |
| ジェームス           | キース・ウィッカム     | ケリー・シェイル       | 江原正士         |
| トップハム・ハット卿 | キース・ウィッカム     | ケリー・シェイル       | 納谷六朗         |
| スカーロイ           | キース・ウィッカム     | キース・ウィッカム     | 梅津秀行         |
| エドワード           | キース・ウィッカム     | ウィリアム・ホープ     | 佐々木望         |
| トビー               | ベン・スモール         | ウィリアム・ホープ     | 坪井智浩         |
| レニアス             | ベン・スモール         | ベン・スモール         | 中村大樹         |
| ミリー               | ミランダ・レーゾン     | ミランダ・レーゾン     | 斉藤美菜子       |
| エミリー             | テレサ・ギャラガー     | ジュール・デ・ヨング   | 山崎依里奈       |
| ベル                 | テレサ・ギャラガー     | テレサ・ギャラガー     | 根本圭子         |
| ジャック             | スティーブ・キンマン   | デヴィッド・メンキン   | 根本圭子         |
| パクストン           | スティーブ・キンマン   | スティーブ・キンマン   | 河本邦弘         |
| コナー               | ジョナサン・フォーブス | ジョナサン・フォーブス | 河本邦弘         |
| ケイトリン           | レベッカ・オマラ       | レベッカ・オマラ       | 吉岡さくら       |
| ケビン               | マット・ウィルキンソン | ケリー・シェイル       | 河杉貴志         |
| スペンサー           | マット・ウィルキンソン | グレン・ウレッジ       | 宗矢樹頼         |
| クランキー           | マット・ウィルキンソン | グレン・ウレッジ       | 黒田崇矢         |
| ヒロ                 | 伊川東吾               | 伊川東吾               | 玄田哲章         |
| ビクター             | デヴィッド・ベデラ     | デヴィッド・ベデラ     | 坂口候一         |
| ルーク               | マイケル・レジー       | マイケル・レジー       | 羽多野渉         |
| ノランビー伯爵       | マイク・グレイディ     | マイク・グレイディ     | 藤森慎吾         |
| スティーブン         | ボブ・ゴルディング     | ボブ・ゴルディング     | 中田敦彦         |